# Prioleau (higo)
Prioleau es un cultivar de higuera de tipo higo común Ficus carica autofértil, unífera es decir de una sola cosecha por temporada los higos de verano-otoño, de higos con epidermis de color de fondo verde amarillento y sobre color ausente, cuando se está secando el color cambia a marrón claro púrpura. Muy cultivado en la región de Aquitania, departamento de Lot y Garona, Francia.

## Sinonimia
- „sin sinónimo“ [5][6]

## Historia
Esta variedad de higuera tiene su origen en Miramont-de-Guyenne departamento de Lot y Garona situado en la parte sur del país.

## Características
La higuera 'Prioleau' es un árbol de tamaño mediano, con un porte semierecto, moderadamente vigoroso, autofértil, hojas de 7 a 5 lóbulos, es una variedad unífera de tipo higo común, de producción solamente de higos.,
Los higos 'Prioleau' tienen forma ovalada, de epidermis con color de fondo verde amarillento, con sobre color ausente, cuando maduro y está secando en el árbol tiene un color marrón claro púrpura. Su pulpa es de color fresa poco dulce cuando fresco mejora el sabor cuando seco. Maduran en septiembre.
Apta para consumo en seco pero no en fresco pues el higo fresco no es nada especial y tiene un sabor casi insignificante, pero mejora cuando está seco. No son susceptibles a la apertura del ostiolo, ni al agriado por lo que se pueden dejar secar en el árbol y recogerlos con una red bajo el árbol cuando se han secado.

## El cultivo de la higuera
Los higos 'Prioleau' son aptos para la siembra con protección en USDA Hardiness Zones 7 a más cálida, su USDA Hardiness Zones óptima es de la 8 a la 10. Producirá mucha fruta durante la temporada de crecimiento. El fruto de este cultivar es de tamaño mediano a pequeño y rico en aromas.
Se cultiva en Francia para higo seco, los higos ya se secan en el árbol con el tiempo y se pueden cosechar en el suelo mediante una red bajo el árbol, una vez que se secan en las ramas.